# Jerzy Styp-Rekowski
Jerzy Styp-Rekowski (ur. 5 listopada 1943 w Tczewie, zm. 26 lipca 2022 w Niemczech) – polski kajakarz, mistrz i reprezentant Polski.

## Życiorys
Był zawodnikiem Zawiszy Bydgoszcz, Orła (od 1968 Wiskordu) Szczecin.
Był mistrzem Polski seniorów w konkurencji K-1 10 000 metrów (1965, 1966, 1967, 1968, 1971, 1972, 1973), K-4 10 000 metrów (1967, 1968, 1970), 4 x 500 (1967).
Na mistrzostwach świata w 1966 zajął 4. miejsce w konkurencji K-1 10 000 metrów i 7. miejsce w konkurencji K-4 10 000 metrów, na mistrzostwach świata w 1971 4. miejsce w konkurencji K-1 10 000 metrów, na mistrzostwach świata w 1973 6. miejsce w konkurencji K-1 10 000 metrów.